# Tuyên bố Potsdam

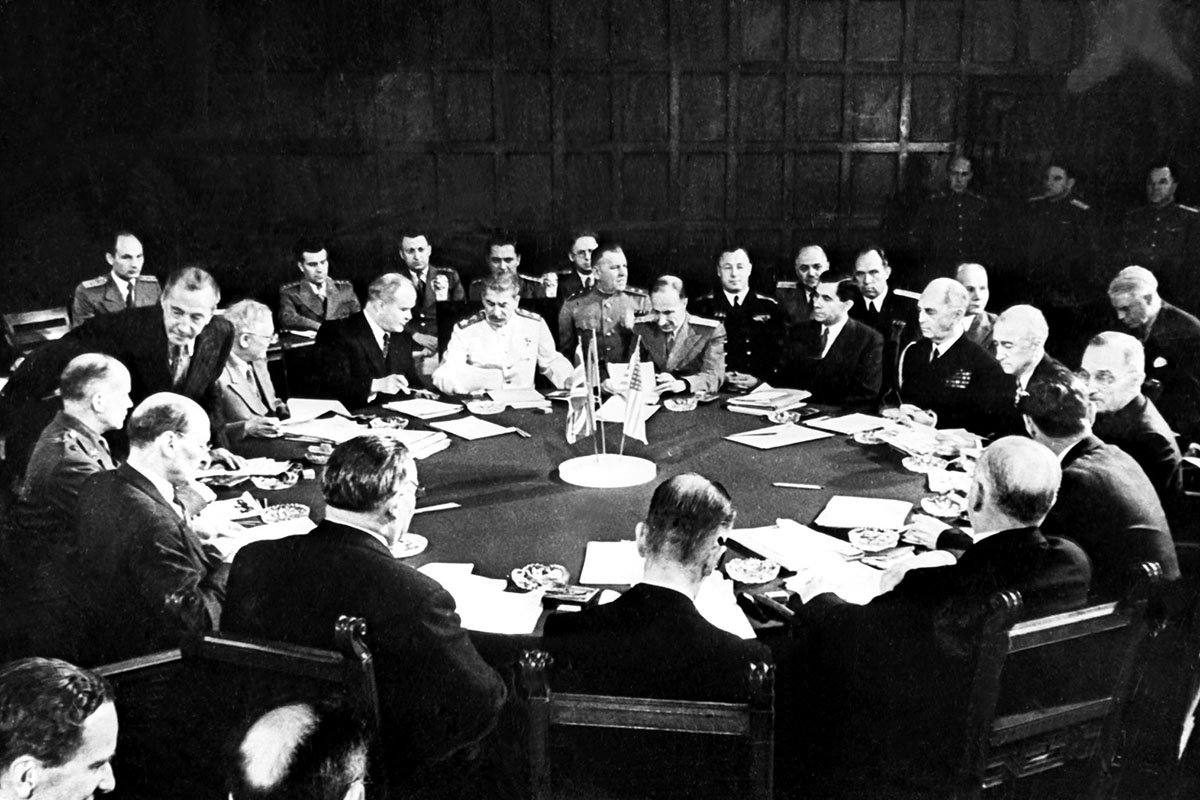
Tuyên bố Potsdam bao gồm các điều kiện định rõ cho sự đầu hàng của Nhật Bản

Tuyên bố Potsdam hay Tuyên bố các điều kiện định rõ cho sự đầu hàng của Nhật Bản (không nên nhầm với Hiệp định Potsdam) là thông báo được Harry S. Truman, Winston Churchill và Tưởng Giới Thạch đưa ra ngày 26 tháng 7 năm 1945, trong đó phác thảo các điều kiện cho sự đầu hàng của Nhật Bản như đã thỏa thuận tại Hội nghị Potsdam. Tuyên bố này thông báo rằng nếu Nhật Bản không đầu hàng thì "họ có thể phải đối mặt với sự hủy diệt ngay lập tức và toàn bộ". Bản tuyên bố này cũng đã hàm ý bóng gió tới việc sử dụng bom nguyên tử chống lại Đế quốc Nhật Bản.
Tuyên bố thông báo rằng toàn bộ lực lượng quân sự của Hoa Kỳ, Vương quốc Anh, Liên Xô và Trung Hoa Dân Quốc có thể đánh đòn cuối cùng đối với Nhật Bản. Tương tự như đối với Đức, lực lượng Đồng minh có thể dẫn tới "sự hủy diệt hoàn toàn và chắc chắn các lực lượng quân sự Nhật Bản và sự tàn phá toàn bộ một cách chắc chắn đất nước Nhật" nếu như Nhật Bản không kết thúc chiến tranh.
Tuyên bố Potsdam được tham khảo và dẫn chiếu trong Thỏa thuận đầu hàng của Nhật Bản.